# Кашкалак
Кашкалак — река в России, протекает в Еловском районе Пермского края. Устье реки находится в 51 км по правому берегу реки Барда. Длина реки составляет 14 км.
Исток находится на Верхнекамской возвышенности в 11 км к юго-западу от села Суганка. Река течёт на восток, затем поворачивает на северо-восток. В верхнем течении протекает деревню Большой Кашкалак. Приток — Малый Кашкалак (левый). Впадает в Барду в селе Суганка рядом с устьем реки Иргиш.

## Данные водного реестра
По данным государственного водного реестра России относится к Камскому бассейновому округу, водохозяйственный участок реки — Кама от Камского гидроузла до Воткинского гидроузла, речной подбассейн реки — бассейны притоков Камы до впадения Белой. Речной бассейн реки — Кама.
По данным геоинформационной системы водохозяйственного районирования территории РФ, подготовленной Федеральным агентством водных ресурсов:
- Код водного объекта в государственном водном реестре — 10010101012111100014844
- Код по гидрологической изученности (ГИ) — 111101484
- Код бассейна — 10.01.01.010
- Номер тома по ГИ — 11
- Выпуск по ГИ — 1